# Hana Slivková
Hana Slivková (* 21. August 1923 in Rajec als Hana Mihalová; † 3. Januar 1984 in Bratislava) war eine slowakische Schauspielerin.

## Leben
Hana Mihalová wurde 1923 in der damals zur Tschechoslowakei gehörenden Stadt Rajec geboren.
Von 1942 bis 1946 hatte sie ein Engagement am slowakischen Volkstheater in Nitra. Danach wirkte sie an Theatern in Prešov, Prag und Bratislava. Danach war sie ab Ende der 1950er Jahre als freischaffende Schauspielerin tätig und war in zahlreichen Film- und Fernsehproduktionen zu sehen. In der mit dem Oscar für den besten fremdsprachigen Film ausgezeichneten Literaturverfilmung Das Geschäft in der Hauptstraße übernahm sie 1965 an der Seite von Jozef Kroner die Rolle der Evelyna Brtková. Zwei Jahre später war sie in Ladislav Helges Drama Stud neben Vojtěch Rón als Kvasilova zu sehen.
Von 1972 bis 1980 war Slivková außerdem im regionalen Kultur- und Sozialzentrum in Bratislava tätig.

## Filmografie (Auswahl)
- 1959: Das Haus am Scheideweg (Dom na rázcestí)
- 1963: Der Boxer und der Tod (Boxer a smrť)
- 1965: Das Geschäft in der Hauptstraße (Obchod na korze)
- 1967: Stud
- 1967: Cezar a detektivi
- 1968: Volanie démonov
- 1968: Drei Töchter (Tri dcéry)
- 1969: Die Sanfte (Krotká, Fernsehfilm)
- 1969: Slávnost v botanickej záhrade
- 1969: Génius
- 1971: Zojka a Valéria (Fernsehfilm)
- 1973: Letokruhy
- 1973: Cierne ovce (Fernsehfilm)
- 1974: Tag der Sonnenwende (Den slnovratu)
- 1974: An die Gewehre, Rebellen (Do zbrane, kuruci!)
- 1976: Pacho, hybský zbojník
- 1976: Sváko Ragan (Fernsehfilm)
- 1977: Rosige Träume (Ruzové sny)
- 1977: Zlatá réva
- 1980: Najatý klaun (Fernsehfilm)
- 1980: Anonym (Fernsehfilm)
- 1982: Otec
- 1983: Anicka Jurkovicová (Fernsehserie)